# Filosofie Magazine
Filosofie Magazine is een populair filosofisch maandblad dat filosofie verbindt met de actualiteit en het dagelijks leven. Het verschijnt in Nederland en België omdat "filosofie de grip op het leven en de wereld verstevigt". Het tijdschrift wil ook niet-filosofisch geschoolden inzichten van eeuwenoude tot moderne filosofen bijbrengen aan de hand van leesbare artikelen, columns en interviews van en over hen. 
Het blad organiseert elk jaar de Maand en de Nacht van de Filosofie rond een bepaald thema. Naast debatten en lezingen worden ook activiteiten georganiseerd zoals de jaarlijkse uitreiking van de Socratesbeker, een erkenning voor het meest oorspronkelijke en urgente filosofische boek uit Nederland en de tweejaarlijkse eretitel der Denker des Vaderlands.

## Geschiedenis
In 1992 verscheen het eerste nummer onder hoofdredactie van Roeland Dobbelaer. Filosofie Magazine werd enthousiast ontvangen door lezers en pers wat Antoine Verbij in Denken achter de dijken toeschrijft aan een filosofievriendelijk klimaat. De opkomst van de publieksfilosofie werd toegejuicht, maar de eerste twee jaar waren toch een financieel moeilijke periode. Filosofie Magazine werd op weg geholpen door het Prins Bernhard Cultuurfonds en ook de drukker hielp door uitstel van betaling te verlenen. In 1994 kwam het blad onder uitgeverij Wolters Kluwer en werd vervolgens overgenomen door Veen Magazines. Onder hoofdredactie van René Gude groeide het aantal abonnees daarna gestaag tot 12.000 in 1998. 
In 2001 ging Veen Magazines op in Veen Bosch & Keuning Uitgeversgroep (VBK) en werd de filosofe Daan Roovers aangesteld als hoofdredactrice. In 2015 werd Leon Heuts hoofdredacteur. In 2016 had het blad een oplage van 11.104 en in 2017 werden er maandelijks gemiddeld 11.186 exemplaren verkocht. Heuts zette sterk in op het online platform Filosofie.nl en het internationale denkfestival Thinking Planet. In juni 2018 werd hij opgevolgd door Louis Hoeks.
In maart 2019 raakte bekend dat uitgever VBK het magazine samen met onder meer het Historisch Nieuwsblad, Maarten! en New Scientist per 1 juli verkocht aan de Rotterdamse investeringsmaatschappij Shatho. Het boterde niet tussen Hoeks en de drie vaste redacteurs die hem een gebrek aan visie verweten. In mei ontsloeg uitgever VBK de voltallige redactie, waarna Annemarie Lavèn van het Historisch Nieuwsblad hoofdredactrice ad interim werd met als coördinator Coen Simon, die voor 2005 ook al redactielid was.

## Oplage
Totaal betaalde gerichte oplage volgens Nationaal Onderzoek Multimedia (NOM)
- 2016: 11.104
- 2017: 11.186
- 2018: 9.978

### Hoofdredactie
- 1992-1995: Roeland Dobbelaer
- 1995-2001: René Gude
- 2001-2015: Daan Roovers
- 2015-2018: Leon Heuts
- 2018-2019: Louis Hoeks
- 2019-2020: Annemarie Lavèn
- 2020-heden: Coen Simon